# Obsjtina Jambol
Obsjtina Jambol (bulgariska: Община Ямбол) är en kommun i Bulgarien.   Den ligger i regionen Jambol, i den centrala delen av landet, 260 km öster om huvudstaden Sofija. Antalet invånare är 129 156. Arean är 3 336 kvadratkilometer.
Terrängen i Obsjtina Jambol är varierad.
Följande samhällen finns i Obsjtina Jambol:
- Jambol